# 俺の指で乱れろ。〜閉店後のサロン、意地悪に焦らされて
『俺の指で乱れろ。〜閉店後のサロン、意地悪に焦らされて』は、necoによる日本の漫画作品。2018年11月8日よりComicFestaほかにて電子コミックとして連載開始し、2025年5月1日に全60話で完結した。主な略称は『おれゆび』。

## あらすじ
閉店後の美容室で、アシスタント・星谷ふみとカリスマ美容師・七瀬蒼甫がシャンプー練習をしていると、蒼甫がふみを引き寄せ、愛撫を始める。

## 登場人物
声は特記無き場合通常版 / 完全版の声優。
七瀬 蒼甫（ななせ そうすけ）
声 - 駒田航、中島瞳（少年期） / 佐和真中
美容室「Freja」の店長。カリスマ美容師。
星谷 ふみ（ほしや ふみ）
声 - 山岡ゆり / はちみつこ
美容師を目指すアシスタント。
千葉 要（ちば かなめ）
声 - 永塚拓馬 / 桜ICE獅子丸
店の常連で、モデル。

## 書誌情報
- neco『俺の指で乱れろ。〜閉店後のサロン、意地悪に焦らされて』彗星社〈Clair TL Comics〉、全10巻
  1. 2019年9月18日発売[5]、ISBN 978-4-434-26275-3
  2. 2020年4月18日発売[6]、ISBN 978-4-434-27189-2
  3. 2020年11月27日発売[7]、ISBN 978-4-434-28448-9
  4. 2021年10月18日発売[8]、ISBN 978-4-434-29190-6
  5. 2022年7月18日発売[9]、ISBN 978-4-434-30265-7
  6. 2023年1月18日発売[10]、ISBN 978-4-434-31054-6
  7. 2023年12月18日発売[11]、ISBN 978-4-434-32693-6
  8. 2024年10月18日発売[12]、ISBN 978-4-434-32693-6
  9. 2025年8月18日発売[13]、ISBN 978-4-434-35852-4
  10. 2025年8月18日発売[14]、ISBN 978-4-434-35853-1

## テレビアニメ
『俺の指で乱れろ。〜閉店後二人きりのサロンで…〜』のタイトルで、2020年4月から5月までTOKYO MXにて5分間のショートアニメとして放送された。他のComicFestaアニメと同様に、通常版と年齢制限のある完全版が存在し、完全版はアニメZone独占配信となる。

### スタッフ
- 原作 - neco
- 企画・プロデュース - 瀬川章子
- 監督・絵コンテ・演出 - 熨斗谷充孝
- シリーズ構成・脚本 - 佐和山進一郎
- キャラクターデザイン・総作画監督 - 永井泰平
- 色彩設計 - アノヒト
- 美術監督・美術設定 - 池田勉
- 撮影監督 - やまもとらぶへい
- 編集 - セリエ＠G
- 音響監督 - えのもとたかひろ
- 音響制作 - スタジオマウス
- プロデューサー - 佐々木壮也、小嶋拓也
- アニメーションプロデューサー - RiKi、張本雅人
- アニメーション制作 - マジックバス
- 制作 - ピカンテサーカス
- 製作 - 彗星社

### 主題歌
「指先の魔法」
主題歌。通常版では駒田航が、完全版では佐和真中が、七瀬蒼甫として歌唱する。作詞は桑原佑介、作曲・編曲は森田交一。

### 各話リスト
| 話数 | サブタイトル                                     | 作画監督                            |
| ---- | ------------------------------------------------ | ----------------------------------- |
| #1   | 俺の指に欲情してる？                             | 永井泰平 ななし たまねぎ            |
| #2   | お前は今、誰よりも可愛い。                       | 永井泰平 ななし たまねぎ            |
| #3   | お前が頑張ってるのは俺がちゃんと知ってる。       | 永井泰平 ななし たまねぎ 野上しんや |
| #4   | もうちょっと続けて、気持ちいいから。             | 永井泰平 ななし たまねぎ 野上しんや |
| #5   | 近づいただけで、こんなに熱くなってる…            | 永井泰平 ななし たまねぎ            |
| #6   | 好きでもないやつをからかうほど暇じゃないんだよ。 | 永井泰平 ななし たまねぎ            |
| #7   | その時まで…浮気すんなよ？                        | Gaonnuri                            |
| #8   | じゃあ…キスならいい？                            | 永井泰平 清水恵蔵 たまねぎ          |

### 放送局
| 放送期間               | 放送時間                     | 放送局   | 対象地域 | 備考 |
| ---------------------- | ---------------------------- | -------- | -------- | ---- |
| 2020年4月6日 - 5月25日 | 月曜 1:00 - 1:05（日曜深夜） | TOKYO MX | 東京都   |      |

インターネットではYouTube、ニコニコ動画、GYAO!、dアニメストア、U-NEXTにて通常版が配信され、ComicFestaアニメでは月曜0時より、年齢制限のある完全版も含めて配信される。

### Webラジオ
2020年4月3日より『ComicFesta Radio 俺たちの声で乱れろ。』が音泉にて第1・第3金曜に配信。パーソナリティは駒田航（七瀬蒼甫 役）と永塚拓馬（千葉要 役）。

## ドラマCD
『俺の指で乱れろ。〜閉店後二人きりのサロンで…〜』のタイトルでシチュエーションCDが2020年8月19日に発売。七瀬蒼甫のキャストは完全版アニメと同じく佐和真中が出演。